# Novyj Port
Novyj Port (rusky Новый Порт, česky též Nový Port) je ruský arktický přístav a vesnický okres v Jamalském okrese Jamalsko-něneckého autonomního okruhu Ruska. V roce 2019 zde žilo 1 820 obyvatel.

## Geografie
Novyj Port je asi 300 km severovýchodně od Salechardu v jihovýchodní části poloostrova Jamal severně od polárního kruhu. Rozkládá se na západním břehu Obského zálivu v Karském moři. Na protějším břehu zálivu se nachází pracovní osada Jamburg, kde se těží zemní plyn.
Novyj Port je asi 130 km severovýchodně od okresního centra Jar-sale. Více než 80 % obyvatel jsou Něnci.
Nedaleko osady se nachází ropná a plynová kondenzační pole Novoportovskoje.
Klima v Novém Portu je chladné, subarktické.

## Dějiny

### Sovětské období
Osada vznikla jako překladiště v roce 1921 v rámci otevření Severní mořské cesty. V roce 1928 byla otevřena faktorie pro obchodování s polokočovnými domorodými obyvateli v oblasti. Připlouvaly sem lodi Karských expedic pod vlajkami Velké Británie, Francie, Norska a Německa. Dovážela se sem železná ruda, hliníkové slitky, měď a zinek. Z Omska připlouvaly ruské parníky a pramice s dřívím, kožešinami a obilím. V Novém Portu se všechno zboží překládalo. Dělalo se to na vodě, protože oceánské lodě nemohly přirazit ke břehu kvůli velmi malé hloubce v přístavu. V roce 1930 byla vybudována rybářská zařízení, malý přístav a továrna na rybí konzervy. Od roku 1931, v průběhu tzv. dekulakizace za vlády Stalina, byly do osady deportováni zemědělci z jižního Ruska. To byli první stálí obyvatelé Nového Portu. Od roku 1941 byli do osady vysídlováni tzv. Povolžští Němci. 
Ve 30. letech 20. století Nový Port začal ztrácet význam jako překladiště zboží, protože v roce 1929 vznikl přístav Igarka, který měl hlubší přístav a tak se Karské expedice přesouvaly na Jenisej. Nový Port se rozvíjel jako rybí přístaviště. Vznikly zde dva kolchozy – Komunard a Nová síla.
V roce 1948 byl v osadě zřízen pracovní tábor Baidarlag.
V roce 1950 byl ve věčně zmrzlé půdě 12–13 metrů pod povrchem vybudován unikátní systém tunelů a místností pro uskladnění více než 1700 tun ryb, prakticky bez mrazicích zařízení. Teplota v tomto přírodním mrazáku je −12 až −17 °C celoročně. Práce na tomto podzemním skladišti ryb byly dokončeny v roce 1956. Jedná se o největší přírodní ledničku na světě. Autorem tohoto projektu je ruský Němec Gustav Beckman, který byl do Nového Portu vyhoštěn pro svůj německý původ z Leningradu v roce 1942. I v roce 2022 ještě jeden z těchto tří tunelů slouží svému účelu.

### Ruské období
Nový Port měl zpočátku status osady (tzv. poseljok), v roce 2005 se při komunální reformě stal vesnicí (tzv. selo) a od roku 2021 je tzv. vesnickým okresem.
V roce 2018 byly v osadě vysazeny speciálně vypěstované sibiřské smrky, které snáší mrazy −60 °C. Když přečkaly první zimu, byly následující rok na jaře vysazeny další smrky.
V průběhu roku 2020 byl v Novém Portu postaven nový sportovní areál s krytým hokejovým kluzištěm. Opraveny byly také veřejné lázně, které byly poškozeny silným požárem.
V roce 2021 se začaly budovat v osadě nové bytové domy, které mají do Nového Portu přitáhnout až 100 nových rodin.
V roce 2022 byla v obci postavena nová škola pro 300 žáků a začalo budování nového kulturního domu. V létě 2022 se začalo s výstavbou nového pravoslavného chrámu z archangelské borovice, která odolává arktickém počasí. Pravoslavný kostel bude dokončen do podzimu 2023.

## Doprava
Novyj Port je stagnující přístav na Severní mořské cestě, který slouží především jako překladiště pro říční plavbu na Obu, jakož i pro zásobování ropou a překládku plynového kondenzátu. Od rozpadu SSSR přístav upadá ve prospěch severnějších přístavů, která jsou blíže nejvýznamnějším nalezištím zemního plynu v oblasti. V oblasti se nejvíce rozvíjí arktický přístav Sabetta, který je vzdálen 450 km od Nového Portu.
Do osady celoročně létají vrtulníky společnosti Yamal Airlines. V létě se lze dostat do osady i křídlovým člunem ze Salechardu, cesta trvá asi 10 hodin.
Novyj Port není napojen na celoroční silniční síť, autem se lze do osady dostat jen v zimních měsících.
100 km od přístavu je železnice postavená v letech 1980 až 2010, která spojuje těžební pole s dalšími přístavy. Již delší dobu se plánuje napojení Nového Portu na železniční dopravu, ale v současnosti je upřednostňováno napojení Sabetty na železnici.

## Galerie

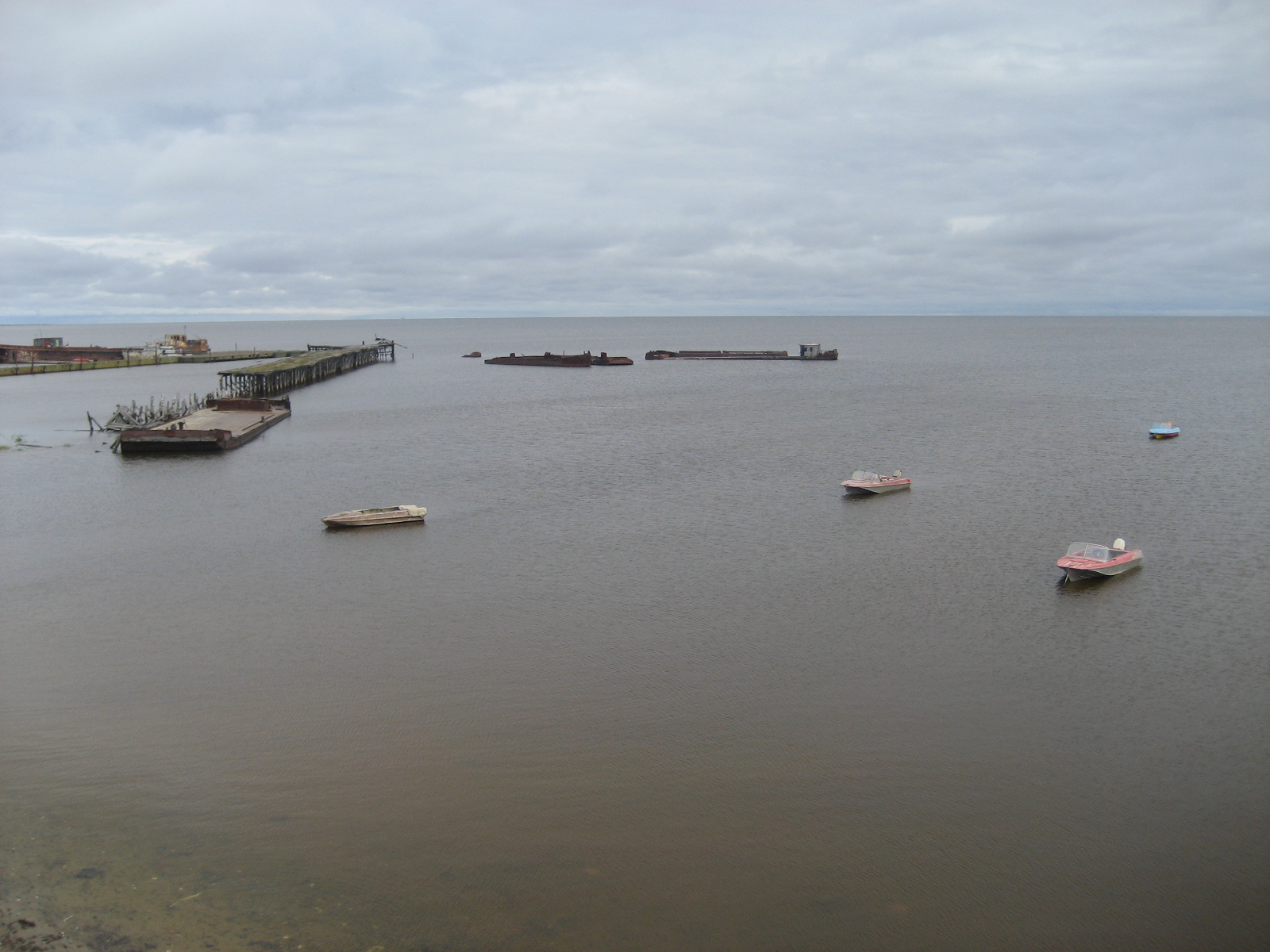
Novyj Port (rok 2008)
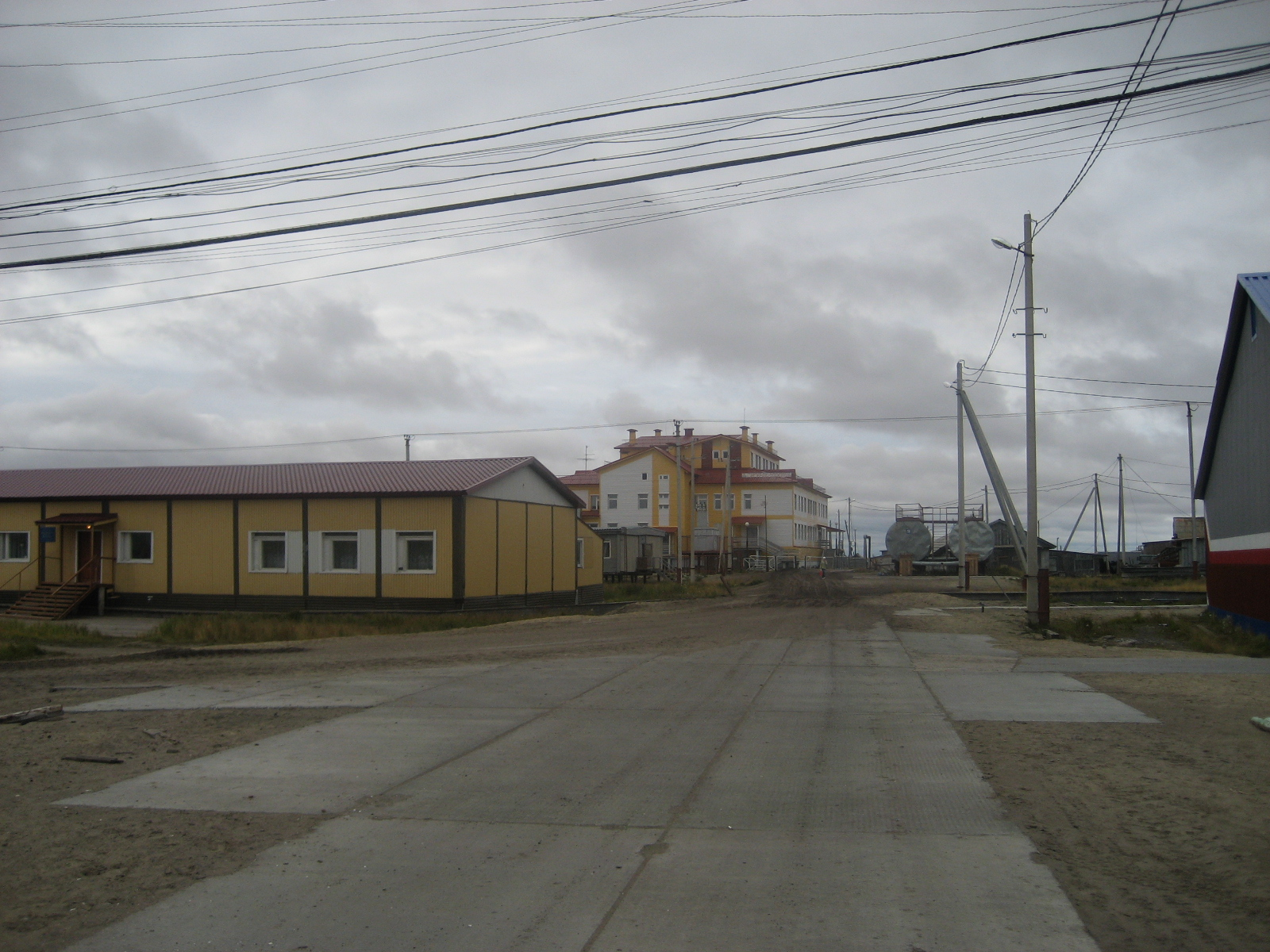
Ulice přístavu (rok 2008)
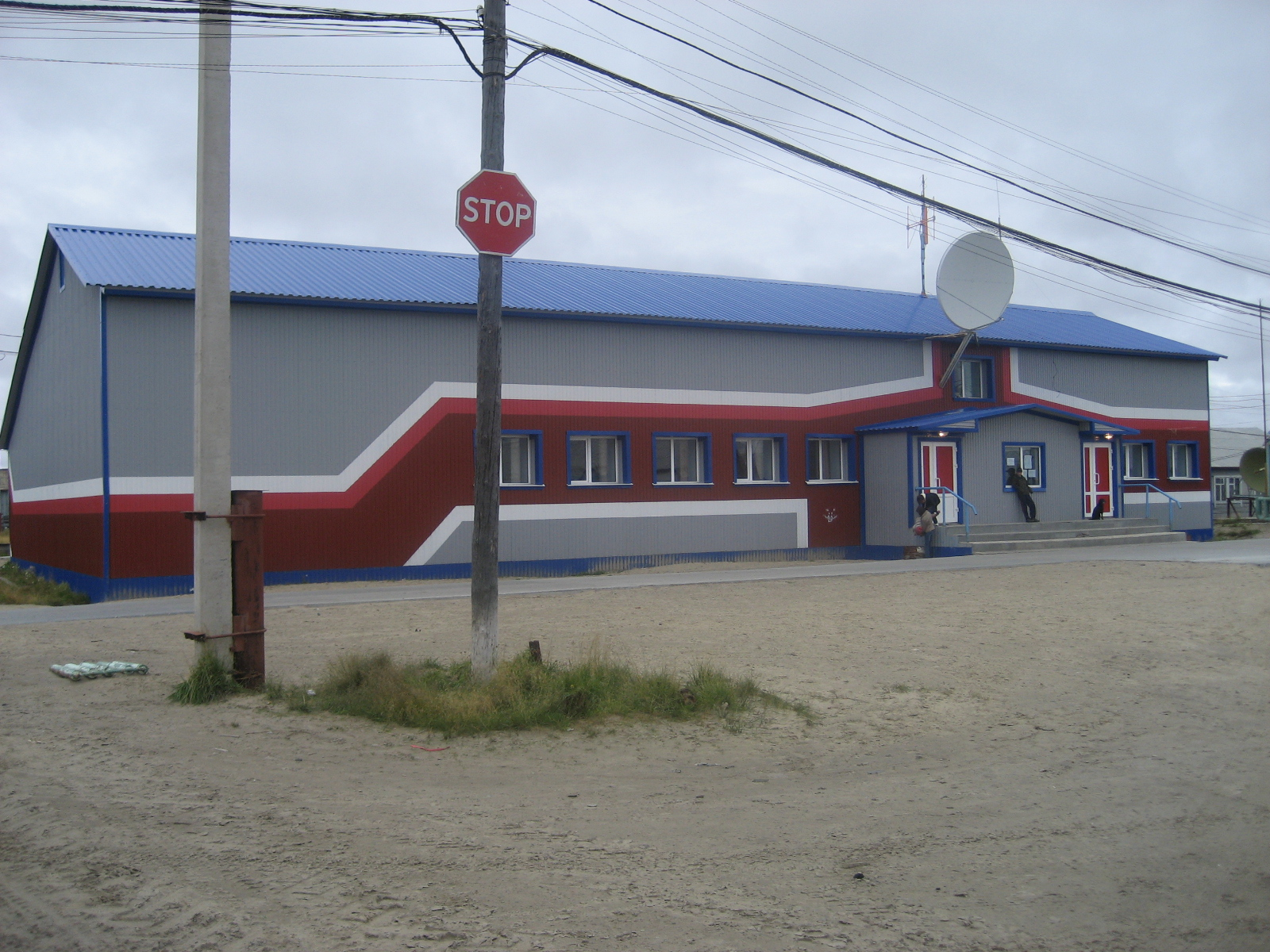
Přístavištní budova (rok 2008)
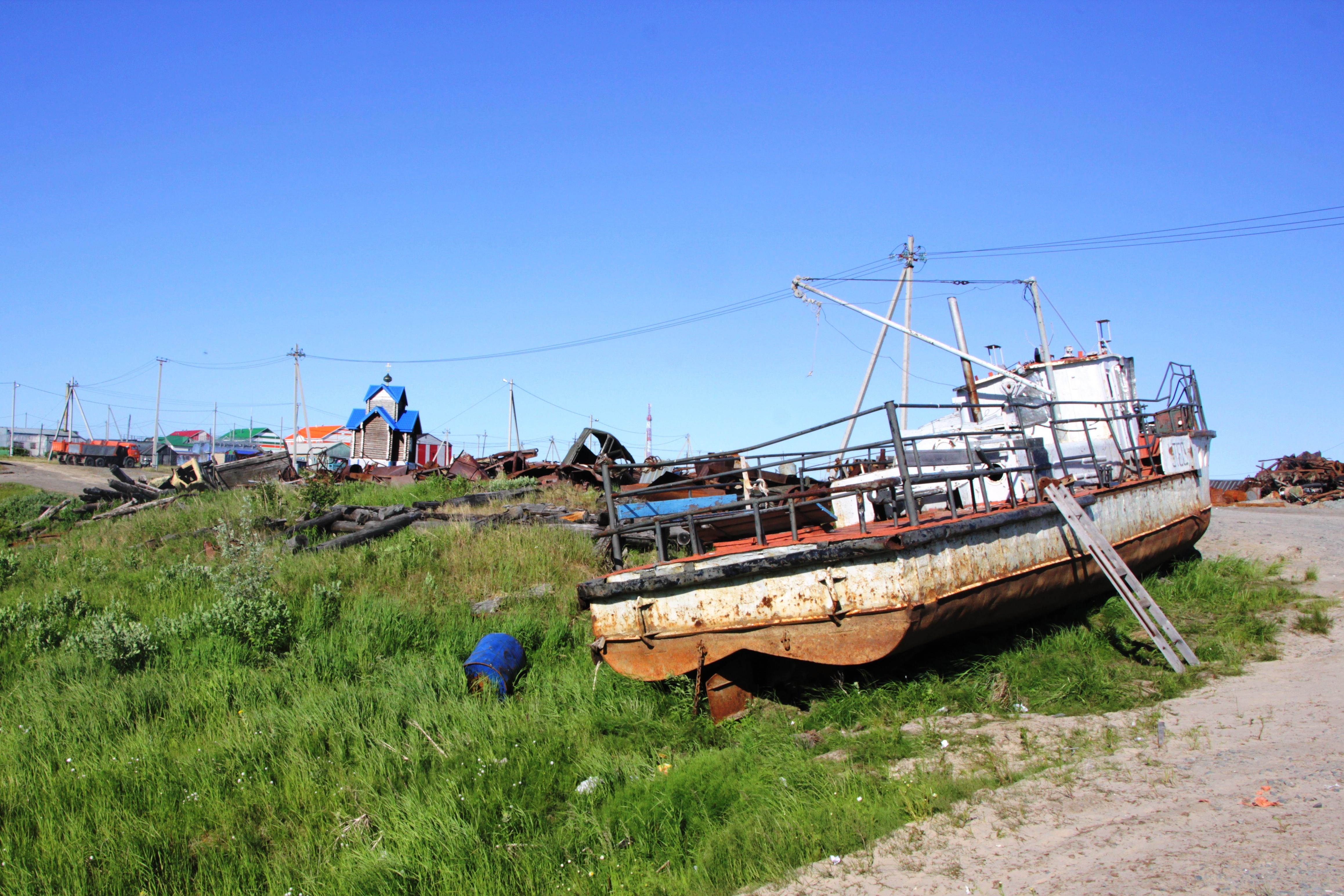
Pohled na přístaviště od moře (rok 2014)
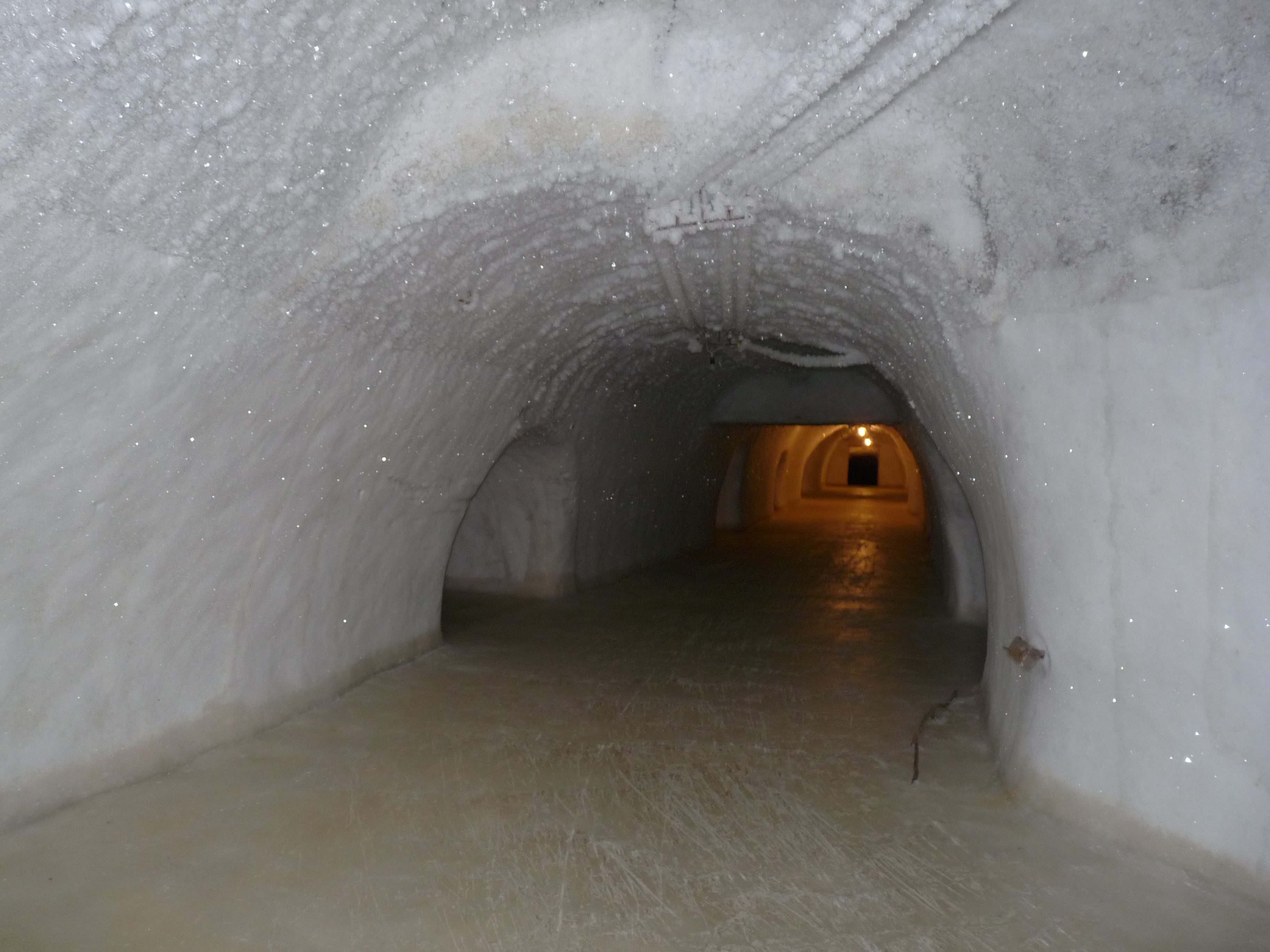
Unikátní skladiště zmrzlých ryb v Novém Portu (rok 2014)
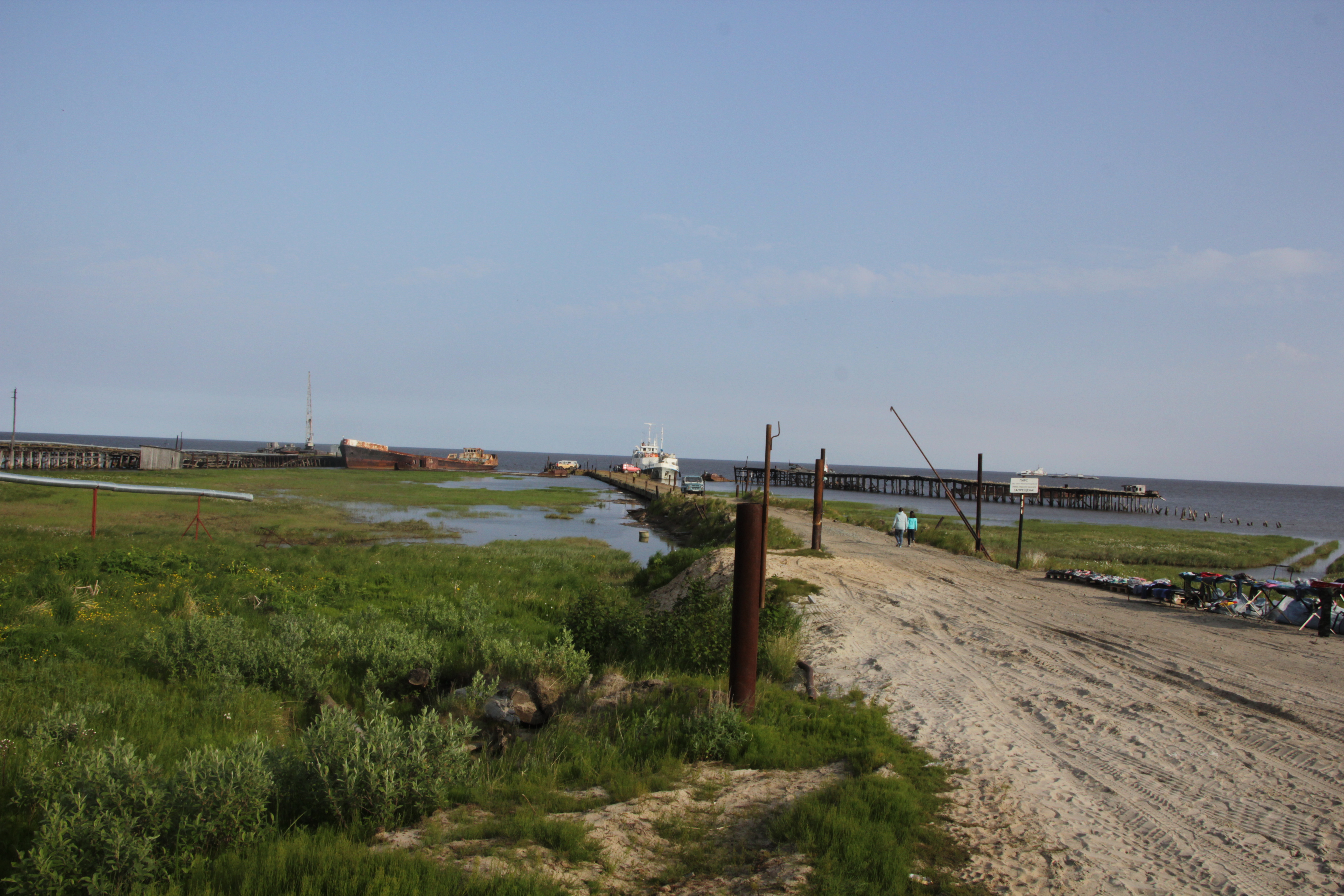
Molo z pontonových dílů, okolo opuštěné chátrající budovy (rok 2014)
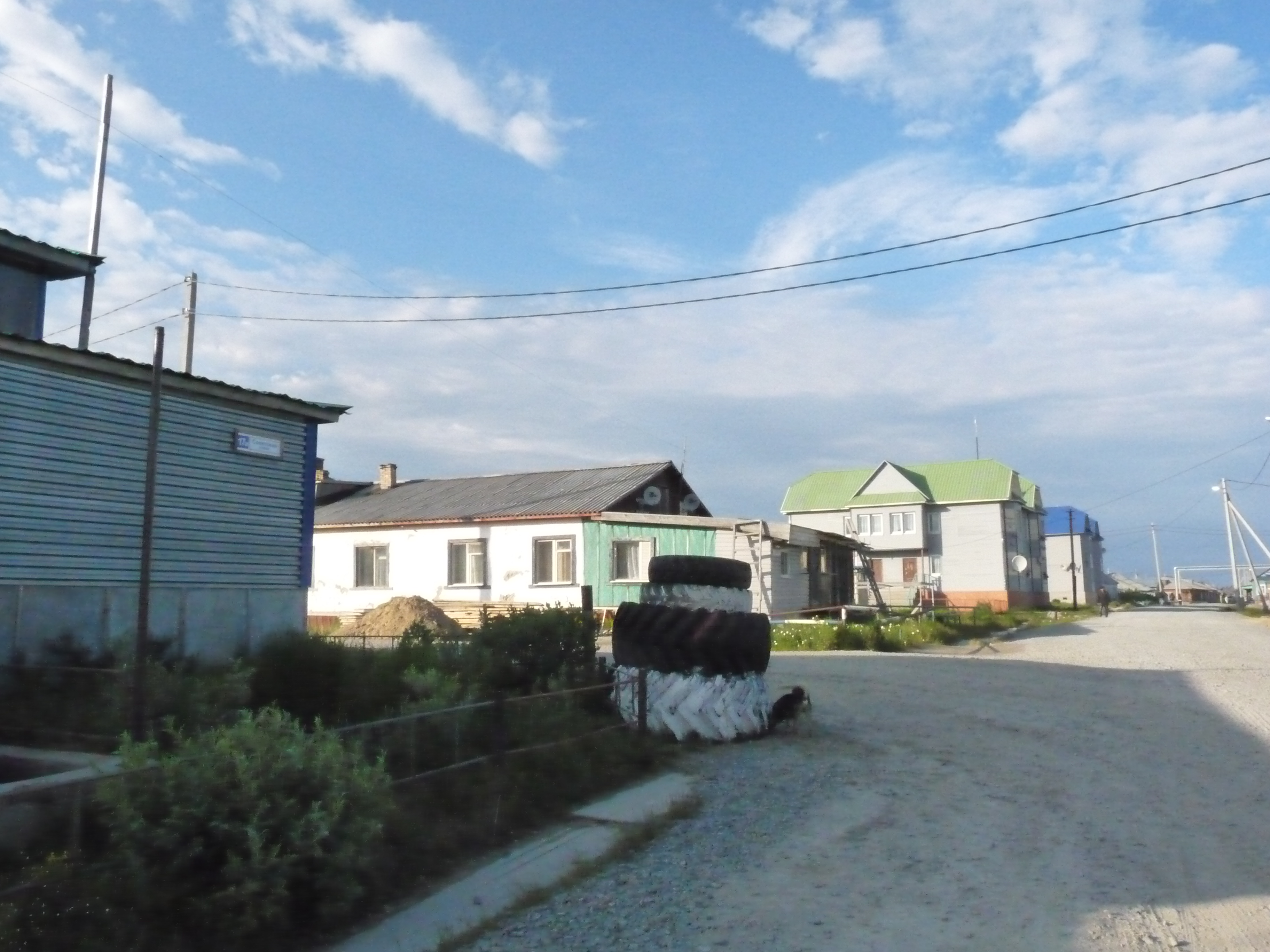
Hlavní ulice v obci (rok 2014)
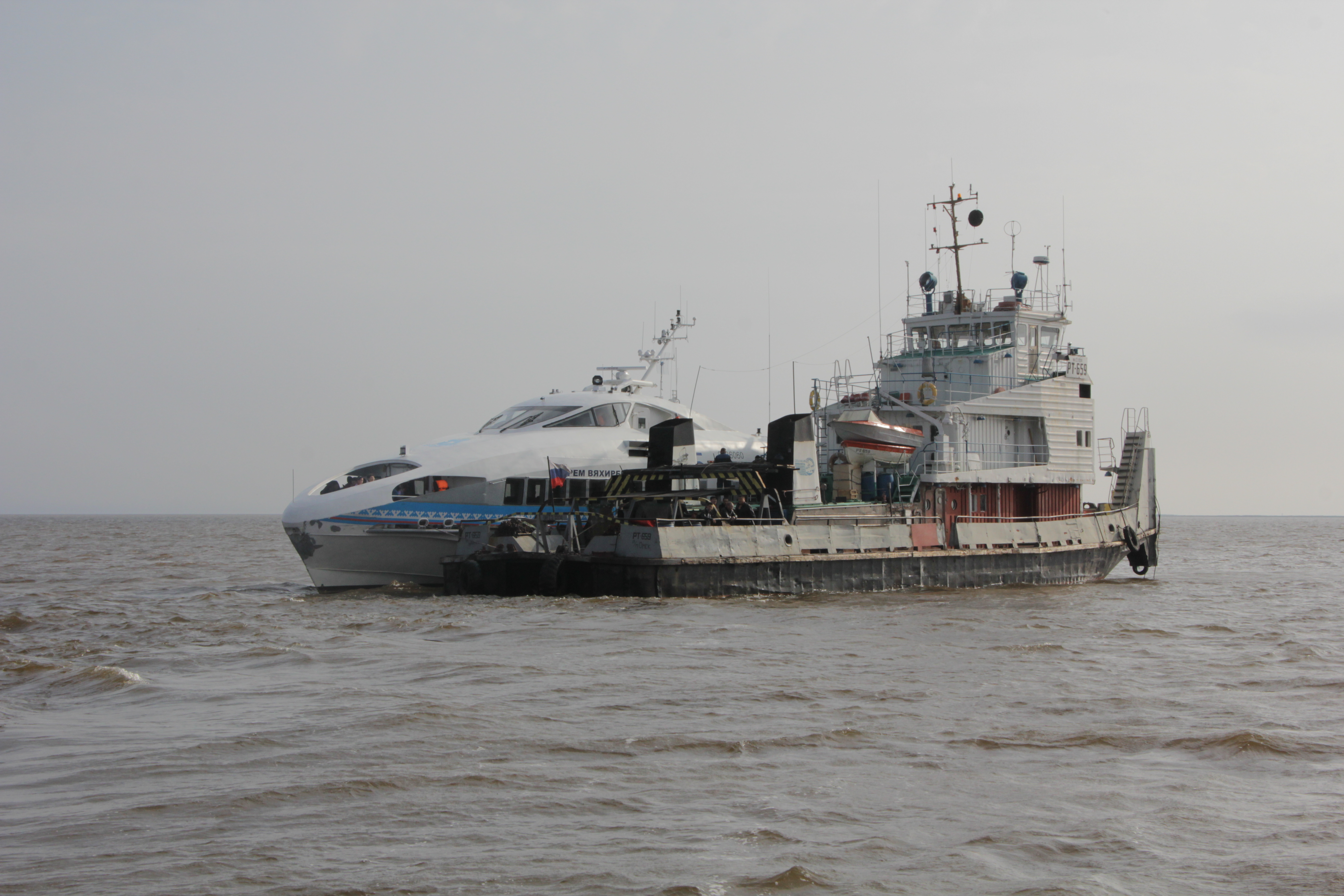
Molo pro křídlové čluny (rok 2014)